# 3 april
3 april is de 93ste dag van het jaar (94ste in een schrikkeljaar) in de gregoriaanse kalender. Hierna volgen nog 272 dagen tot het einde van het jaar.

## Gebeurtenissen
- Algemeen

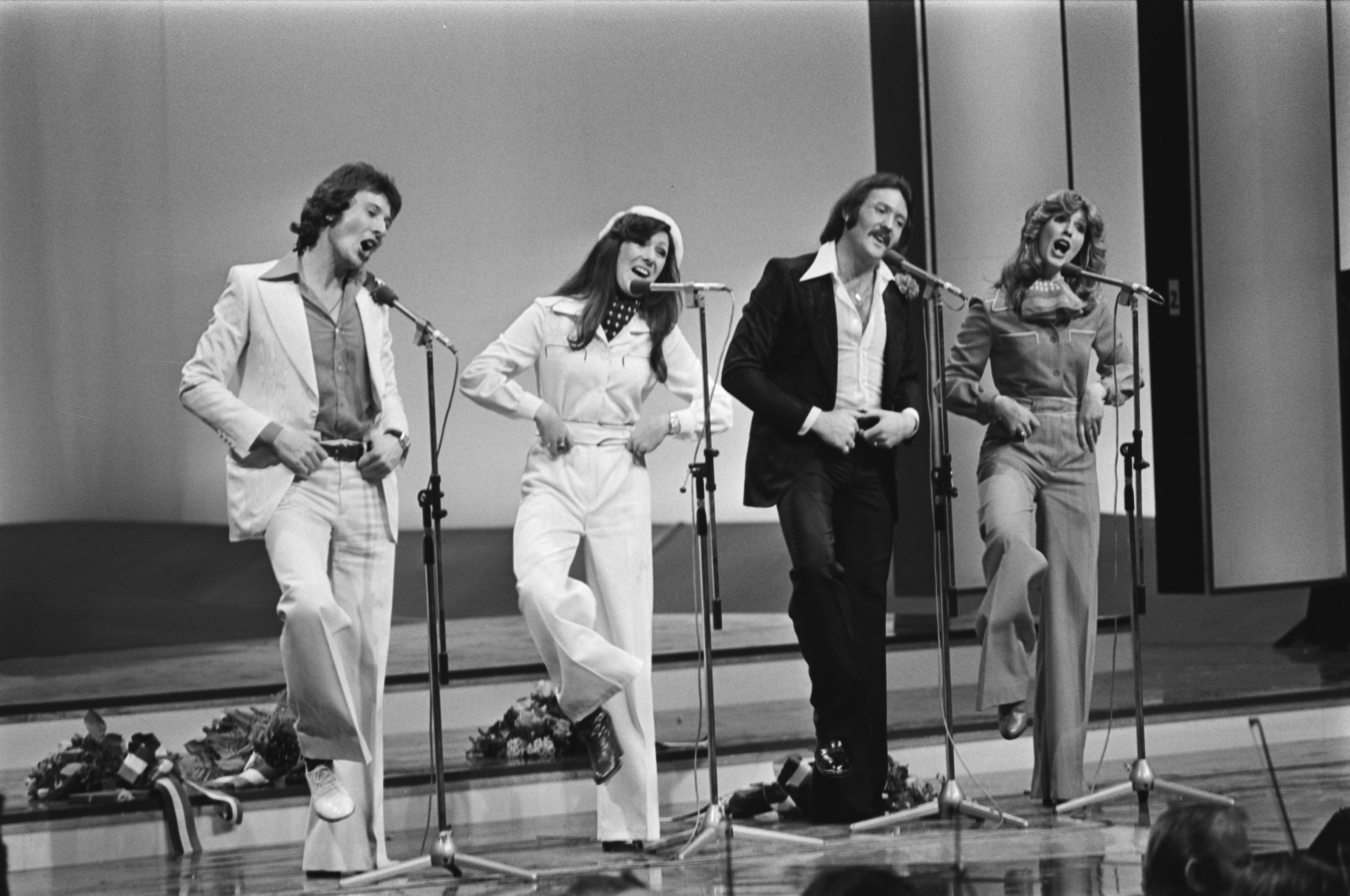
Brotherhood of Man bij het
Eurovisiesongfestival 1976

  - 1860 - De eerste rit van de Pony Express, een koeriersdienst van ruiters die post en kleine goederen vervoerden van Missouri tot Californië, vertrekt vanuit St. Joseph, Missouri.
  - 1885 - De motor van Gottlieb Daimler wordt gepatenteerd in Duitsland.
  - 1892 - Het eerste sundae-ijsje wordt gedocumenteerd.
  - 1955 - In Sclessin bij Luik breekt brand uit in Cinema Rio. Hierbij vallen 39 doden waarvan 22 kinderen.
  - 1976 - Het eenentwintigste Eurovisiesongfestival vindt plaats in Nederland en wordt gewonnen door de groep Brotherhood of Man met het liedje Save your kisses for me.
  - 1977 - De landen van de Benelux en Frankrijk gaan voor het eerst sinds de Tweede Wereldoorlog weer over op de zomertijd.
  - 1996 - Na achttien jaar bombrieven te hebben verstuurd, wordt de Unabomber, Theodore Kaczynski, gearresteerd.
  - 2012 - Conviasa mag het Europese luchtruim niet meer in, nadat de Europese Commissie de nationale luchtvaartmaatschappij van Venezuela op de zwarte lijst heeft gezet vanwege zorgen over de veiligheid.
  - 2012 - In Roemenië ontstaat grote opschudding omdat een discotheekeigenaar voor zijn bouwplannen de plaatselijke begraafplaats in één nacht heeft leeggeruimd en de stoffelijke overschotten op een vuilstortplaats heeft gedumpt.
  - 2013 - Door grote overstromingen als gevolg van storm en uitzonderlijke regenval vallen in oostelijke Argentijnse provincie Buenos Aires zeker 54 doden.
  - 2024 - Een aardbeving met een kracht van 7,4 (volgens USGS) op de schaal van Richter treft Taiwan. Het epicentrum van de beving ligt in zee op ongeveer 18 km afstand van Hualien. Volgens de Amerikaanse geologische dienst USGS is er kans op slachtoffers en schade, maar zijn de effecten lokaal van aard.[1][2] Korte tijd later treedt er een naschok met een kracht van 6,4 op.[3]

- Economie
  - 2017 - Kredietbeoordelaar Standard & Poor's verlaagt de kredietwaardigheid van Zuid-Afrika naar junkstatus. Die verlaging volgt op het besluit van president Jacob Zuma om 9 van zijn 35 ministers te ontslaan, onder wie de minister van Financiën.

- Infrastructuur
  - 2022 - Door een storing van een systeem voor planningen van treinen en personeel bij de Nederlandse Spoorwegen rijden er de hele dag geen NS treinen in het hele land. De regionale treinen rijden wel. Er worden geen bussen ingezet.[4] Taxibedrijven en hotels maken overuren en op Schiphol is grote chaos.

- Media
  - 1878 - Het Rotterdamsch Nieuwsblad verschijnt voor het eerst.

- Oorlog
  - 1941 - Hongaarse en Duitse soldaten trekken Joegoslavië binnen.
  - 1942 - Tweede Wereldoorlog: Japanse troepen vallen Amerikaanse en Filipijnse troepen aan te Bataan.
  - 1969 - De Vietnamoorlog: de VS maakt openbaar dat ze de oorlog hier zullen «Vietnamiseren» zodat Zuid-Vietnam zelf de oorlog tegen Noord-Vietnam kan afronden.
  - 1982 - Falklandoorlog: de VN eist dat Argentinië zich van de Falklandeilanden terugtrekt. Argentinië wijst dit af en het Verenigd Koninkrijk kiest ervoor om oorlog te verklaren.
  - 2003 - Bij aanvallen op een aantal Congolese dorpen komen enkele honderden mensen om het leven; de identiteit van de daders is onbekend.

- Politiek
  - 1043 - Kroning van koning Eduard de Belijder van Engeland.
  - 1889 - De Staten-Generaal, in verenigde vergadering bijeen, verklaren de Nederlandse koning Willem III wegens ziekte buiten staat de regering waar te nemen.
  - 1922 - Jozef Stalin wordt de eerste secretaris-generaal van de Communistische Partij van de Sovjet-Unie.
  - 1948 - De Amerikaanse president Harry S. Truman tekent het Marshallplan.
  - 1952 - Koningin Juliana houdt voor het Amerikaans Congres een pleidooi voor de wereldvrede.
  - 1960 - Einde van de monarchie in Cambodja (hersteld in 1993).
  - 1974 - De ouders van de ontvoerde Patricia Hearst ontvangen een bandje waarop zij verklaart zich te hebben aangesloten bij haar ontvoerders, het Symbionese Bevrijdingsleger.
  - 1979 - Wilfried Martens wordt premier van België.
  - 1990 - Petar Mladenov wordt president van Bulgarije.
  - 1990 - Koning Boudewijn wil de abortuswet niet tekenen en stapt voor een dag op als koning. De enige dag in de Belgische geschiedenis zonder koning.
  - 1990 - De wet betreffende de uittreding van deelrepublieken uit de Sovjet-Unie wordt goedgekeurd door de nationaliteitenkamer, een van de twee kamers van de Opperste Sovjet.
  - 1994 - Fatos Nano, premier en leider van de belangrijkste oppositiepartij van Albanië, wordt tot twaalf jaar gevangenisstraf veroordeeld wegens fraude en verduistering.
  - 2008 - Voormalig VVD-politica Rita Verdonk begint haar eigen politieke beweging: Trots op Nederland.

- Religie
  - 1841 - Oprichting van het Apostolisch vicariaat Batavia in Nederlands-Indië.
  - 1846 - Oprichting van het Apostolisch vicariaat Centraal-Afrika.

- Sport
  - 1981 - Rowdy Gaines scherpt in Austin het wereldrecord op de 100 meter vrije slag aan tot 49,36. Het oude record (49,44) stond sinds 14 augustus 1976 op naam van zijn Amerikaanse landgenoot en collega-zwemmer Jonty Skinner.
  - 2005 - Tom Boonen wint in eigen land de 89ste editie van de Belgische wielerklassieker de Ronde van Vlaanderen.
  - 2005 - In Amsterdam prolongeert rugbyclub Castricum de Nederlandse titel door in de finale van de play-offs met 27-12 te winnen van de Haagsche RC.
  - 2022 - De Nederlander Mathieu van der Poel wint de 106e Ronde van Vlaanderen.[5]
  - 2022 - De Belgische Lotte Kopecky wint de 19e Ronde van Vlaanderen voor vrouwen. De Nederlandse dames Annemiek van Vleuten en Chantal van den Broek-Blaak completeren het podium.[6]

- Wetenschap en technologie
  - 265 - De bouw van de stadsmuren van Verona begint.
  - 1966 - De Russen brengen met Loena 10 voor de eerste keer een ruimtesonde in een baan om de maan.
  - 1973 - Lancering van ruimtestation Saljoet 2.[7]
  - 1973 - Eerste gesprek door een mobiele telefoon.
  - 1984 - Rakesh Sharma wordt de eerste Indiase ruimtevaarder.
  - 1986 - IBM toont hun eerste draagbare computer, de PC Convertible.
  - 2007 - De TGV behaalt een nieuw snelheidsrecord van 574,8 km/h.
  - 2023 - De periodieke komeet 77P/Longmore bereikt het perihelium van zijn baan rond de zon tijdens deze verschijning.[8]
  - 2023 - NASA maakt bekend dat de NASA-astronauten Reid Wiseman, Victor Glover en Christina Koch, en CSA-astronaut Jeremy Hansen zijn gekozen om de bemanning te vormen van de Artemis II missie die als doel heeft een vlucht rond de Maan te maken.[9][10]

## Geboren

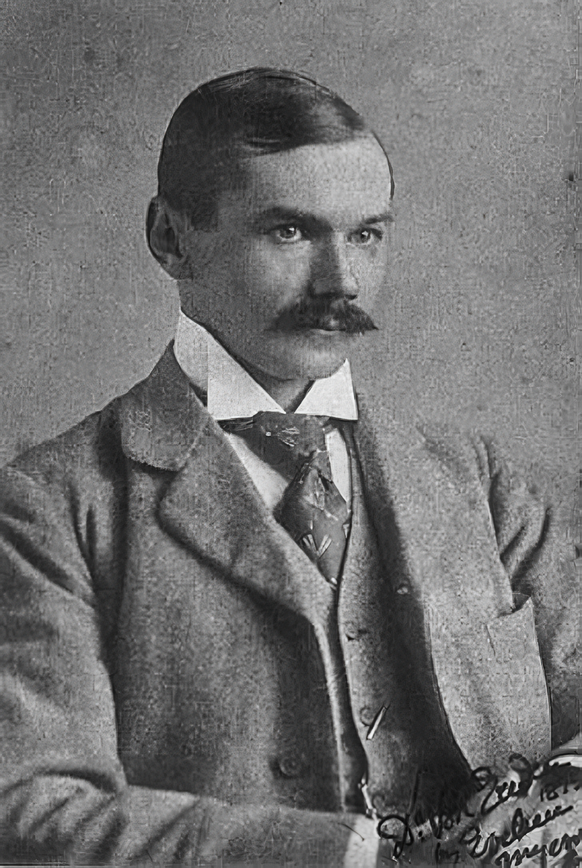
Frederik van Eeden,
geboren in 1860

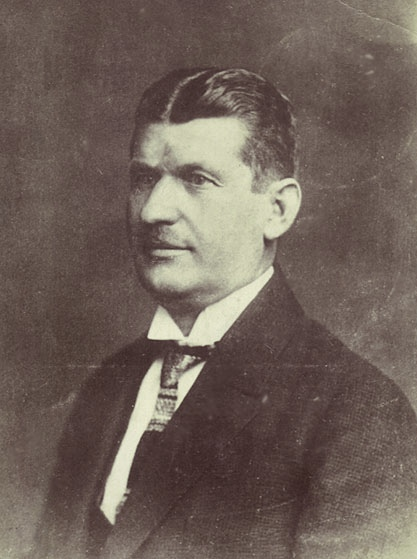
Tomáš Baťa,
geboren in 1876

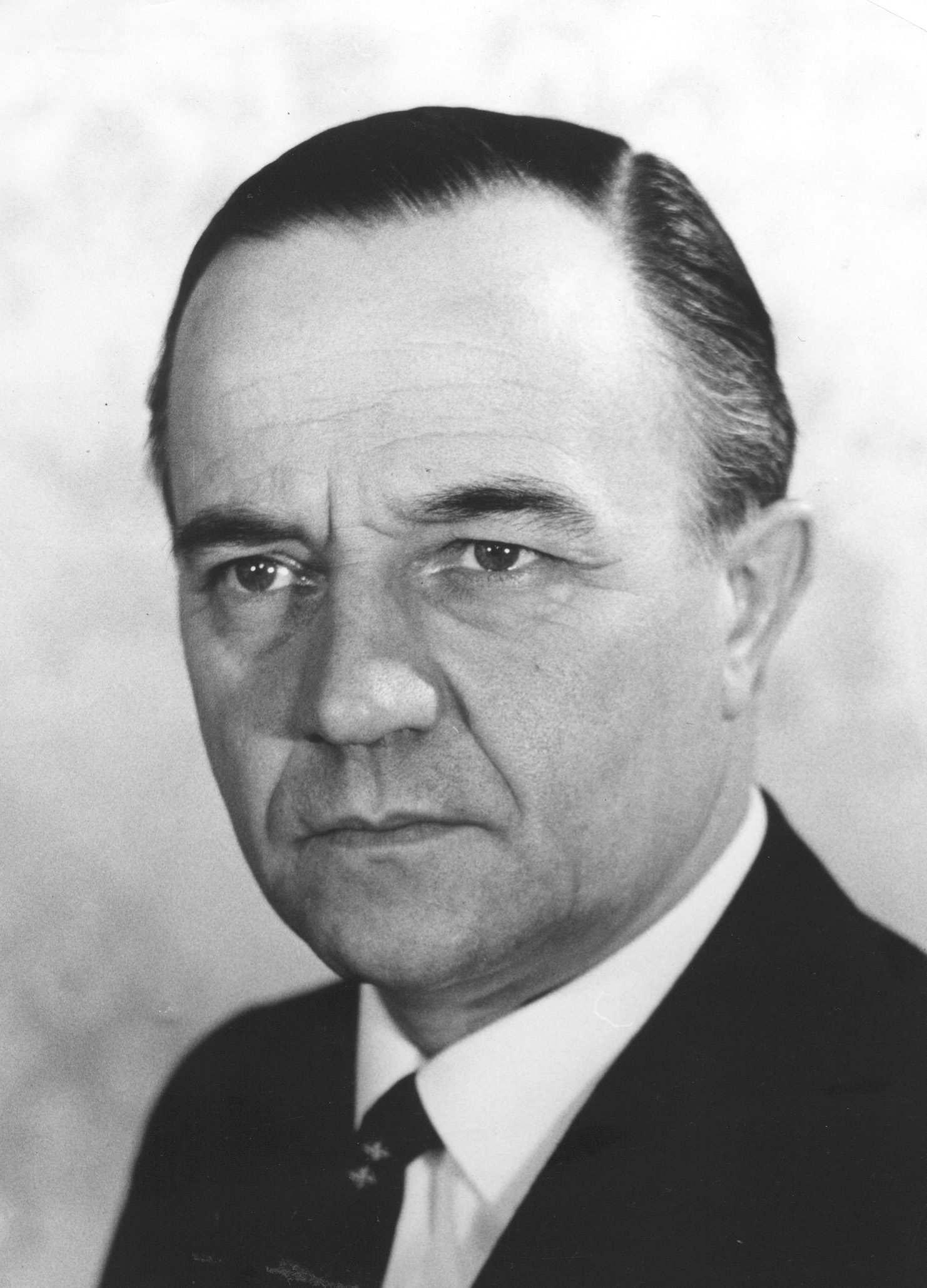
Piet de Jong,
geboren in 1915

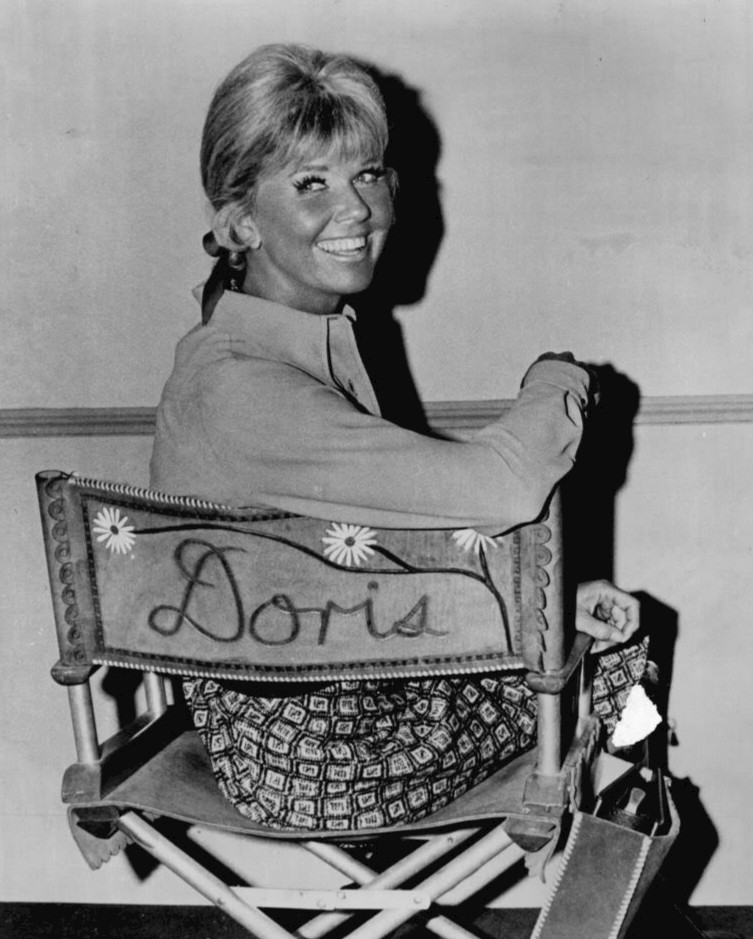
Doris Day,
geboren in 1922

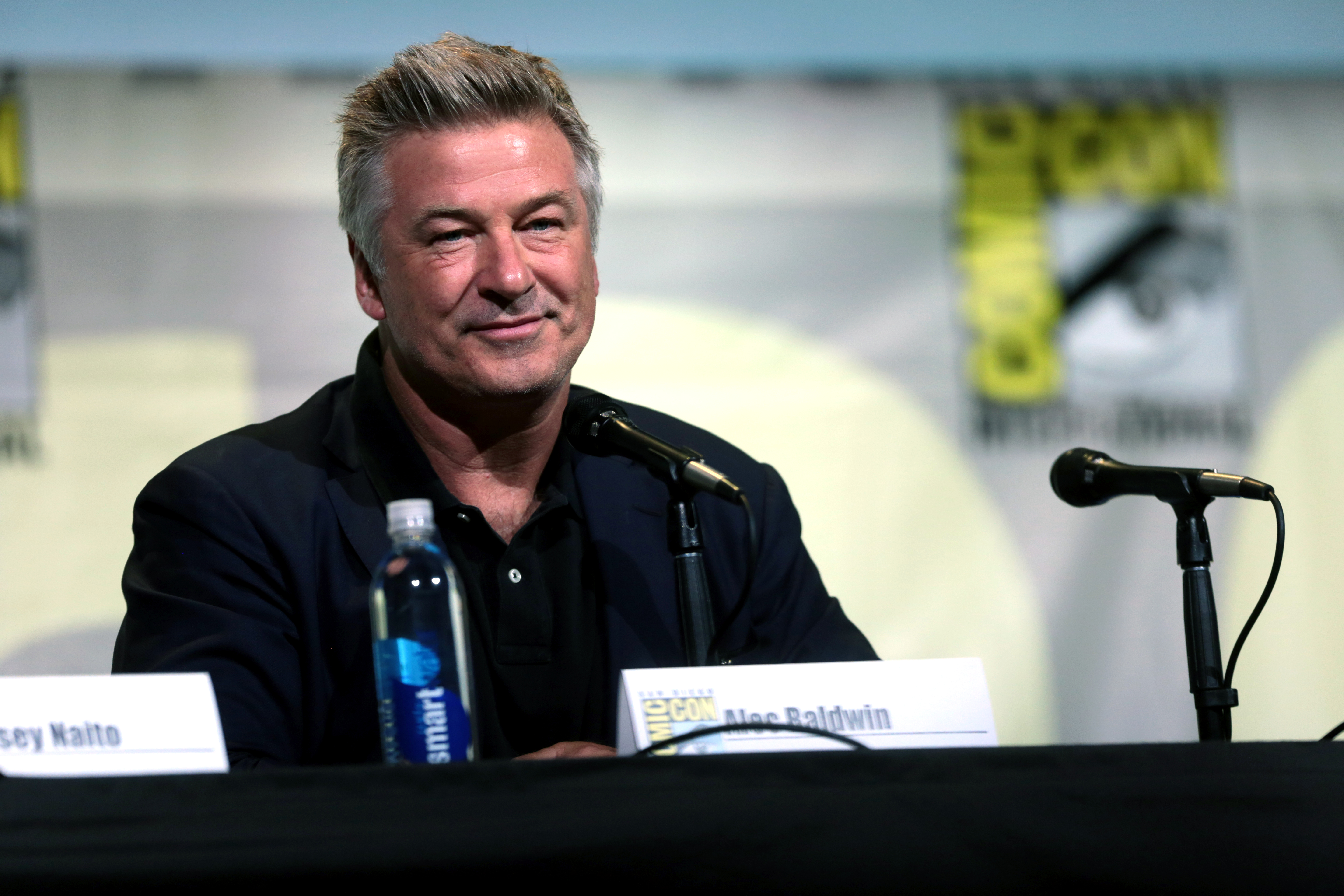
Alec Baldwin,
geboren in 1958

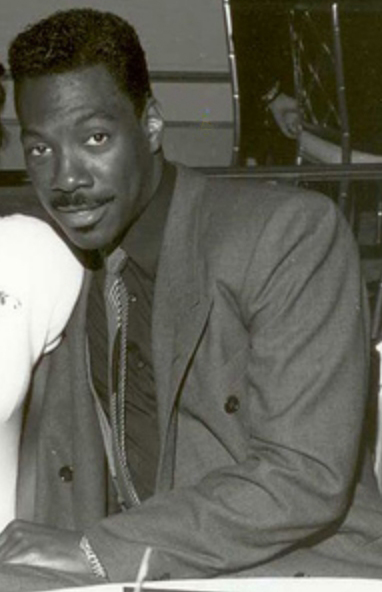
Eddie Murphy,
geboren in 1961

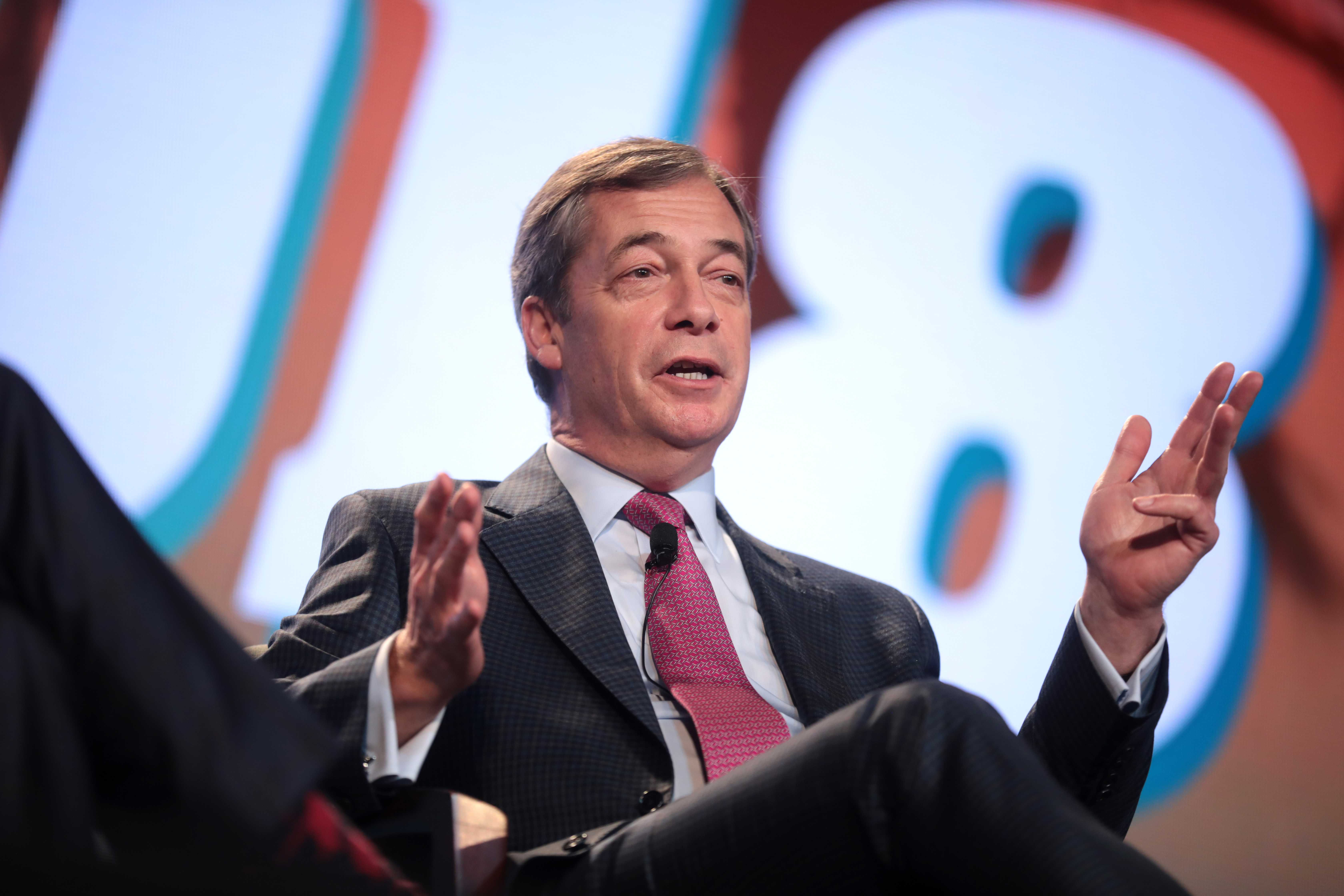
Nigel Farage,
geboren in 1964

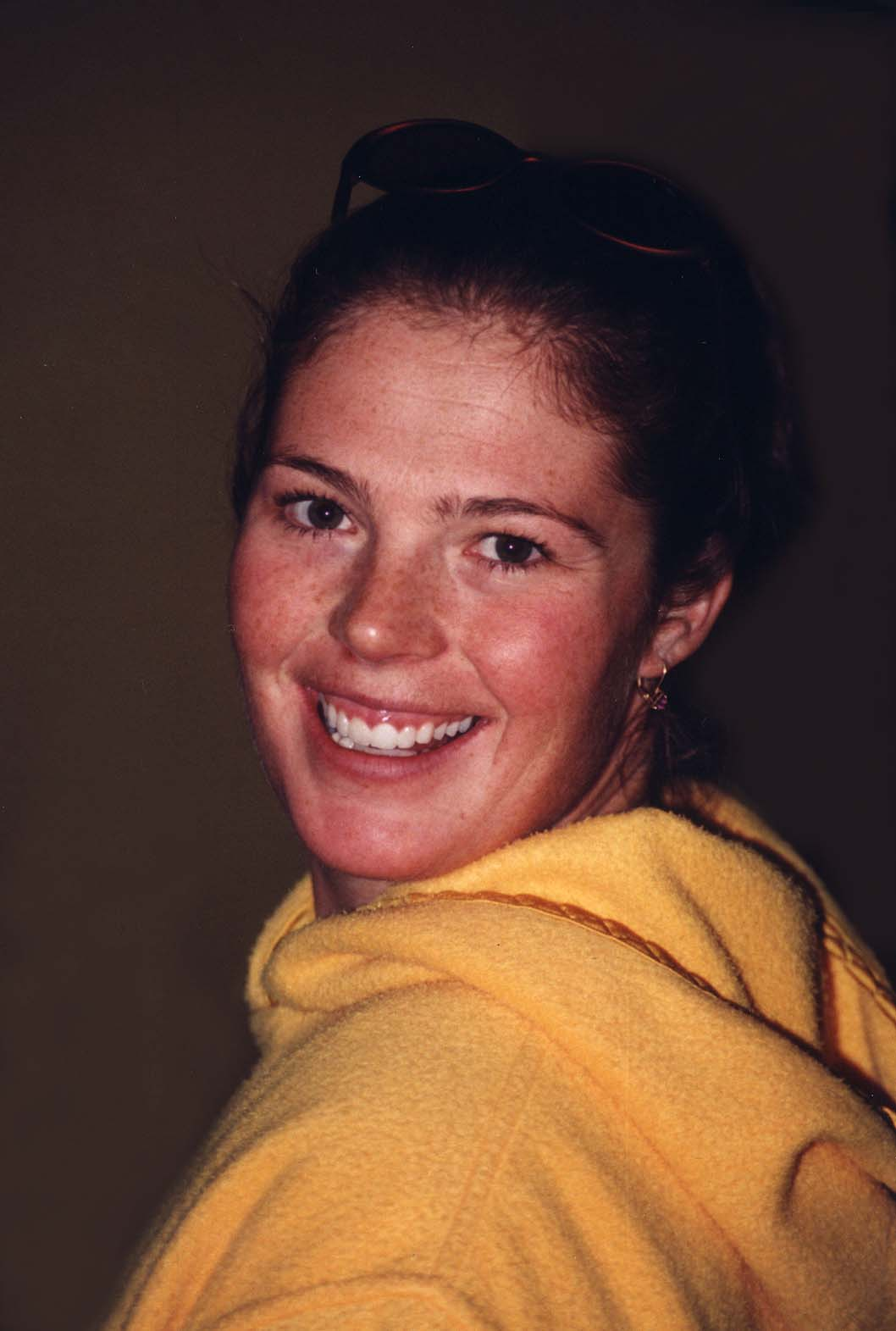
Picabo Street,
geboren in 1971

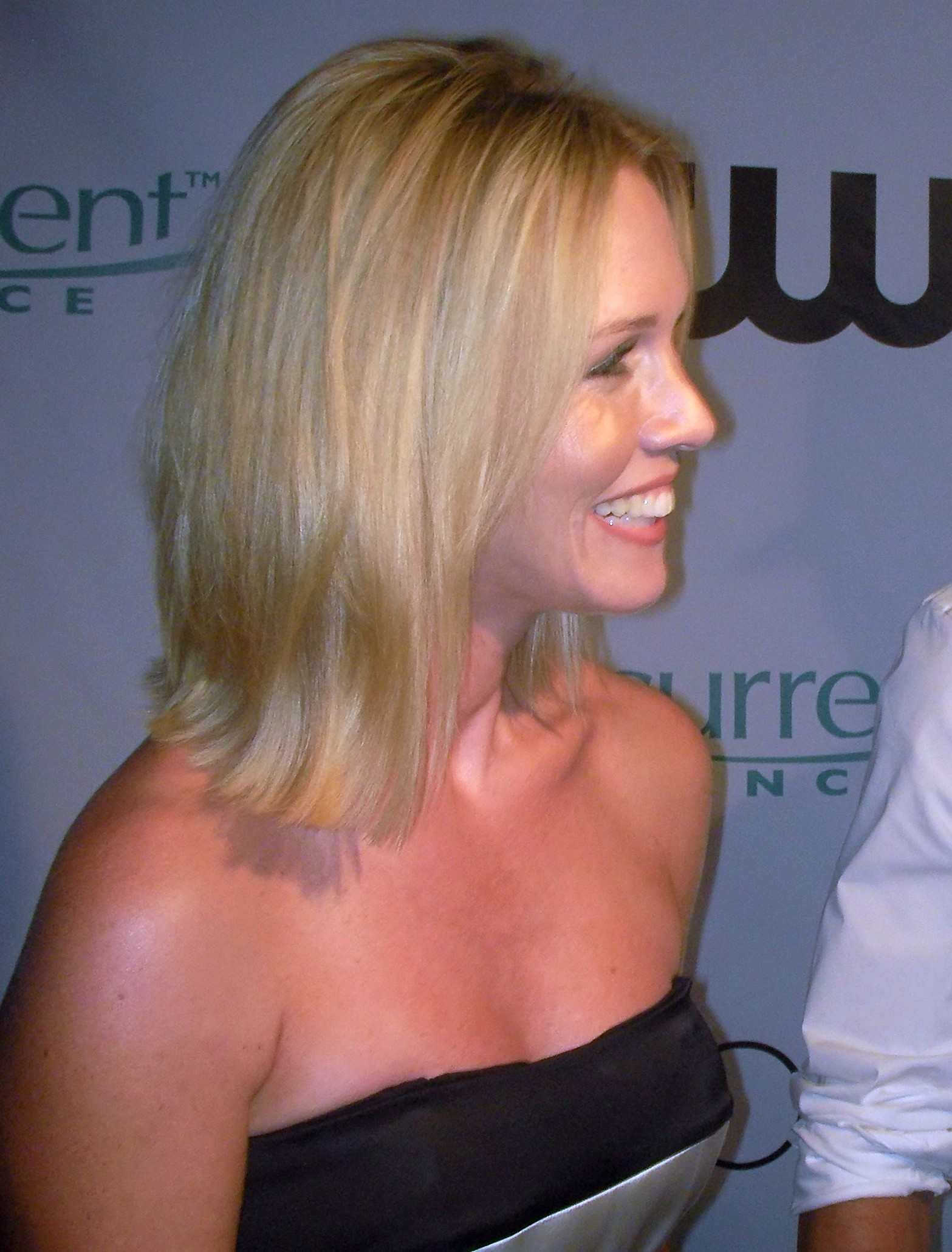
Jennie Garth,
geboren in 1972

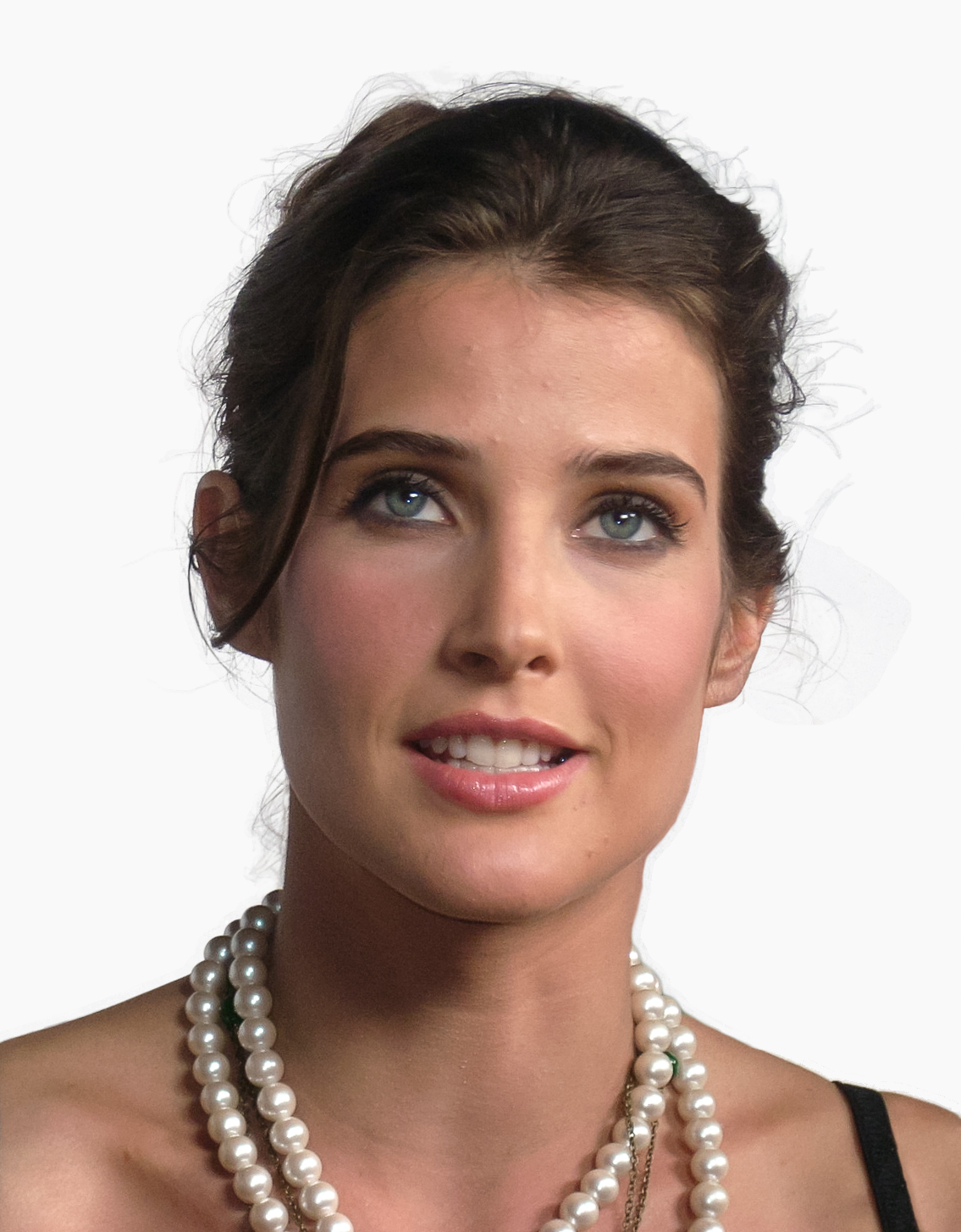
Cobie Smulders,
geboren in 1982

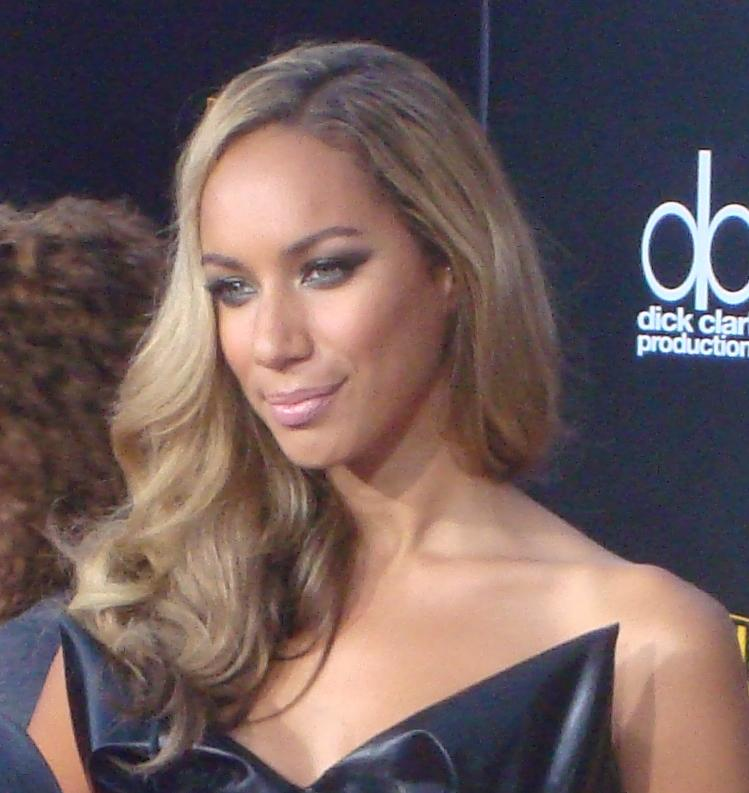
Leona Lewis,
geboren in 1985

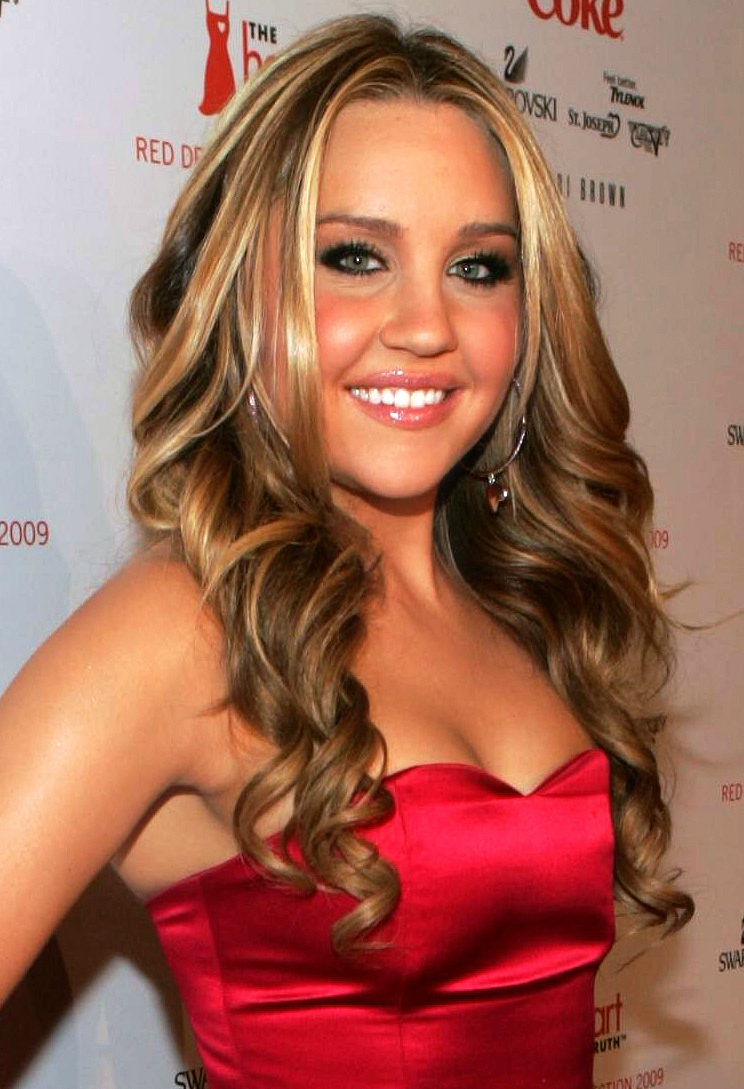
Amanda Bynes,
geboren in 1986

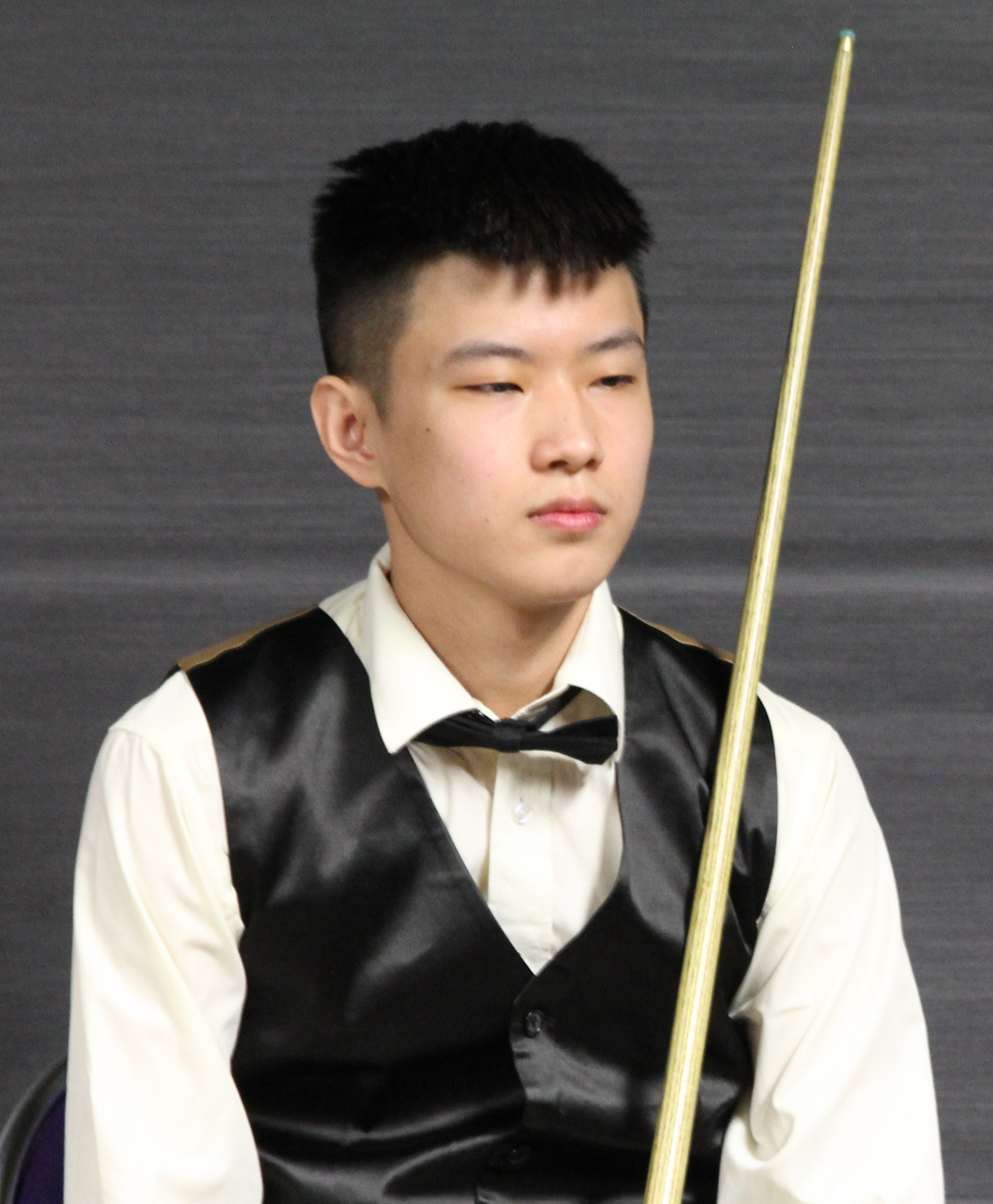
Zhao Xintong,
geboren in 1997

- 1245 - Filips de Stoute, koning van Frankrijk (overleden 1285)
- 1367 - Hendrik IV, koning van Engeland (overleden 1413)
- 1593 - George Herbert, Engels priester en dichter (overleden 1633)
- 1744 of 1745 - Denis Fonvizin, Russisch toneelschrijver (overleden 1792)
- 1769 - Christian Günther von Bernstorff, Pruisisch politicus (overleden 1835)
- 1797 - Barthélemy Dumortier, Belgisch politicus en botanicus (overleden 1878)
- 1823 - William M. Tweed, Amerikaans politicus (overleden 1878)
- 1846 - Alfons Van Hee, Belgisch priester (overleden 1903)
- 1860 - Frederik van Eeden, Nederlands schrijver (overleden 1932)
- 1863 - Henry Van de Velde, Belgisch schilder (overleden 1957)
- 1873 - Marc Sangnier, Frans jurist, theoloog en filosoof (overleden 1950)
- 1876 - Tomáš Baťa, Tsjechisch ondernemer en fabrikant (overleden 1932)
- 1880 - Jorge Brown, Argentijns voetballer (overleden 1936)
- 1881 - Alcide De Gasperi, Italiaans staatsman (overleden 1954)
- 1883 - Frits Van den Berghe, Belgisch schilder (overleden 1939)
- 1898 - Marcel Alavoine, Belgisch atleet (overleden 1967)
- 1899 - Cees Laseur, Nederlands acteur en regisseur (overleden 1960)
- 1903 - Nilo Murtinho Braga (Nilo), Braziliaans voetballer (overleden 1975)
- 1905 - Georges Lemaire, Belgisch wielrenner (overleden 1933)
- 1906 - Julius Caesar de Miranda, Surinaams jurist en politicus (overleden 1956)
- 1908 - Iding Soemita, Javaans-Surinaams politicus (overleden 2001)
- 1908 - Willy den Turk, Nederlands zwemster (overleden 1937)
- 1909 - Gustav Czopp, Nederlands journalist en acteur (overleden 1944)
- 1912 - Bert Bakker, Nederlands uitgever (overleden 1969)
- 1913 - Per Borten, Noors premier (overleden 2005)
- 1913 - Willem Jacob Verdenius, Nederlands classicus (overleden 1998)
- 1915 - Piet de Jong, Nederlands minister-president (overleden 2016)
- 1915 - Paul Touvier, Frans oorlogsmisdadiger (overleden 1996)
- 1917 - Erik Hazelhoff Roelfzema, Nederlands verzetsstrijder, oorlogspiloot, radiomedewerker en schrijver (overleden 2007)
- 1918 - Mary Anderson, Amerikaans actrice (overleden 2014)
- 1919 - Hugh FitzRoy, Brits hertog (overleden 2011)
- 1919 - Myles McKeon, Australisch bisschop (overleden 2016)
- 1920 - John Demjanjuk, Oekraïens verdachte van oorlogsmisdaden (overleden 2012)
- 1920 - Nida Senff, Nederlands zwemster (overleden 1995)
- 1921 - J.M.W. Scheltema, Nederlands dichter (overleden 1947)
- 1922 - Doris Day, Amerikaans actrice en zangeres (overleden 2019)
- 1923 - Edgar Elder, Amerikaans autocoureur (overleden 1995)
- 1923 - Chuck Weyant, Amerikaans autocoureur (overleden 2017)
- 1924 - Marlon Brando, Amerikaans acteur (overleden 2004)
- 1924 - Henk Schultink, Nederlands hoogleraar taalwetenschap (overleden 2017)
- 1925 - Tony Benn, Brits Labourpoliticus (overleden 2014)
- 1926 - Virgil Grissom, Amerikaans ruimtevaarder (overleden 1967)
- 1927 - Éva Székely, Hongaars zwemster (overleden 2020)
- 1928 - Karel N.L. Grazell, Nederlands schrijver (overleden 2020)
- 1929 - Poul Schlüter, Deens politicus (overleden 2021)
- 1930 - Helmut Kohl, Duits bondskanselier (overleden 2017)
- 1931 - Martin How, Brits componist, organist en koordirigent (overleden 2022)
- 1931 - Jiří Laburda, Tsjechisch componist en muziekpedagoog
- 1931 - Héctor Terán Terán, Mexicaans politicus (overleden 1998)
- 1932 - Sepp Neumayr, Oostenrijks componist, dirigent en muziekuitgever (overleden 2020)
- 1932 - Joop Postma, Nederlands bestuurder (overleden 2014)
- 1933 - Nel Garritsen, Nederlands zwemster (overleden 2014)
- 1934 - Jane Goodall, Brits antropologe en biologe
- 1935 - Harold Kushner, Amerikaans rabbijn en auteur (overleden 2023)
- 1938 - Jeff Barry, Amerikaans zanger, componist, songwriter en muziekproducer
- 1938 - Bas Maliepaard, Nederlands wielrenner (overleden 2024)
- 1938 - Albert Sulon, Belgisch voetballer (overleden 2020)
- 1938 - Gérard Sulon, Belgisch voetballer (overleden 2020)
- 1939 - Lino Brocka, Filipijns filmregisseur (overleden 1991)
- 1940 - Tol Hansse, Nederlands zanger, componist, cabaretier en kunstschilder (overleden 2002)
- 1941 - Jorma Hynninen, Fins bariton
- 1941 - Salvador Sadurní, Spaans voetballer
- 1942 - Ademir da Guia, Braziliaans voetballer
- 1942 - Marsha Mason, Amerikaans actrice
- 1942 - Wayne Newton, Amerikaans acteur, zanger en entertainer
- 1943 - Mario Lavista, Mexicaans componist en schrijver (overleden 2021)
- 1943 - Richard Manuel, Canadees pianist, zanger en componist (overleden 1986)
- 1943 - Bob Rusch, Amerikaans jazzauteur en platenproducer (overleden 2024)
- 1944 - Robert Goebbels, Luxemburgs politicus
- 1945 - Wim Deetman, Nederlands politicus
- 1945 - Catherine Spaak, Belgisch-Frans-Italiaans actrice en zangeres (overleden 2022)
- 1946 - Fleur Bourgonje, Nederlands schrijfster, dichteres en vertaalster
- 1946 - Nicholas Jones, Brits acteur
- 1946 - Marisa Paredes, Spaans actrice (overleden 2024)
- 1947 - Theo Pahlplatz, Nederlands voetballer (overleden 2023)
- 1948 - Jaap de Hoop Scheffer, Nederlands politicus
- 1948 - Carlos Salinas, Mexicaans president
- 1948 - Hans-Georg Schwarzenbeck, Duits voetballer
- 1949 - Jan Keizer, Nederlands zanger
- 1950 - Claudiomiro Estrais Ferreira (Claudiomiro), Braziliaans voetballer (overleden 2018)
- 1952 - Charles Ducal, Belgisch schrijver
- 1953 - Pieter Aspe, Belgisch schrijver (overleden 2021)
- 1953 - Huub van der Lubbe, Nederlands dichter en zanger
- 1953 - Colin Touchin, Brits componist, dirigent, klarinettist en muziekpedagoog (overleden 2022)
- 1954 - Rakhshan Bani-Etemad, Iraans filmmaker
- 1954 - Elisabetta Brusa, Italiaans-Brits componiste
- 1954 - Nico Landeweerd, Nederlands waterpoloër
- 1955 - Ingrid Engelen, Belgisch atlete
- 1956 - Miguel Bosé, Spaans zanger en acteur
- 1956 - Judie Tzuke, Brits zangeres en componiste
- 1957 - Brigitte De Man, Belgisch actrice
- 1957 - Martine van Os, Nederlands televisiepresentatrice
- 1958 - Alec Baldwin, Amerikaans acteur
- 1958 - Bavo Galama, Nederlands cabaretier
- 1958 - Paulo Luiz Massariol (Paulinho), Braziliaans voetballer
- 1958 - Jan Troost, Nederlands activist (overleden 2023)
- 1958 - Francesca Woodman, Amerikaans fotografe (overleden 1981)
- 1959 - Catherine d'Ovidio, Frans bridgespeelster (overleden 2020)
- 1960 - Arjen Anthony Lucassen, Nederlands componist en gitarist
- 1961 - Eddie Murphy, Amerikaans acteur
- 1962 - Ellen Laan, Nederlands seksuologe en psychologe (overleden 2022)
- 1962 - Lucas Rive, Nederlands chef-kok (overleden 2019)
- 1963 - Dave Askew, Engels darter
- 1963 - Roelof Hemmen, Nederlands nieuwslezer en journalist
- 1963 - Adriaan Jaeggi, Nederlands columnist, dichter, essayist en schrijver (overleden 2008)
- 1963 - Nasrin Sotoudeh, Iraans advocate en mensenrechtenverdedigster
- 1964 - Nigel Farage, Brits politicus
- 1964 - Bjarne Riis, Deens wielrenner
- 1966 - Aleksej Barsov, Oezbeeks schaker
- 1966 - Reinhilde Van Driel, Belgisch actrice
- 1966 - Rémi Garde, Frans voetballer en voetbalcoach
- 1967 - Fernando Henrique Mariano (Fernando), Braziliaans voetballer
- 1967 - Zachary Throne, Amerikaans acteur en muzikant
- 1968 - Kiyoto Furushima, Japans voetballer
- 1968 - Saskia Halfmouw, Nederlands illustratrice
- 1968 - Jamie Hewlett, Brits striptekenaar en artiest
- 1969 - Ben Mendelsohn, Australisch acteur
- 1969 - Lance Storm, Canadees worstelaar
- 1970 - Roberto Moreno Salazar, Panamees voetbalscheidsrechter
- 1970 - Donald-Olivier Sié, Ivoriaans voetballer
- 1970 - Leon Vlemmings, Nederlands voetballer en voetbaltrainer
- 1971 - Picabo Street, Amerikaans alpineskiester
- 1972 - Jennie Garth, Amerikaans actrice
- 1972 - Yasmine Kherbache, Belgisch politica
- 1972 - Sandrine Testud, Frans tennisster
- 1973 - Christopher Reitz, Duits hockeyer
- 1975 - Joakim Persson, Zweeds voetballer
- 1976 - Nicolas Escudé, Frans tennisser
- 1976 - Anne-Marie Jung, Nederlands actrice
- 1976 - Will Mellor, Brits acteur
- 1977 - Véronique De Kock, Belgisch presentatrice en model
- 1978 - Michael Gravgaard, Deens voetballer
- 1978 - Tommy Haas, Duits tennisser
- 1979 - Živilė Balčiūnaitė, Litouws atlete
- 1979 - Zoumana Camara, Frans voetballer
- 1979 - Stephanie De Croock, Belgisch atlete
- 1980 - Suella Braverman, Brits conservatief politica
- 1981 - Niu Jianfeng, Chinees tafeltennisster
- 1982 - Sambegou Bangoura, Guinees voetballer
- 1982 - Karol Beck, Slowaaks tennisser
- 1982 - Sofia Boutella, Frans danseres, model en actrice
- 1982 - Ruben Schaken, Nederlands voetballer
- 1982 - Cobie Smulders, Canadees actrice en fotomodel
- 1982 - Ruedi Wild, Zwitsers triatleet
- 1983 - Greg Nottrot, Nederlands toneelregisseur en acteur
- 1983 - Anay Tejeda, Cubaans atlete
- 1984 - Jonathan Blondel, Belgisch voetballer
- 1984 - Selina Gasparin, Zwitsers biatlete
- 1984 - Maxi López, Argentijns voetballer
- 1985 - Jari-Matti Latvala, Fins autocoureur
- 1985 - Leona Lewis, Engels zangeres
- 1985 - Tomi Nybäck, Fins schaker
- 1986 - Amanda Bynes, Amerikaans televisieactrice
- 1986 - Sytske de Groot, Nederlands roeister
- 1986 - Nienke Plas, Nederlands actrice en presentatrice
- 1987 - Martyn Rooney, Brits atleet
- 1987 - Danny Willett, Engels golfer
- 1988 - Tim Krul, Nederlands voetbaldoelman
- 1988 - Lorca Van De Putte, Belgisch voetbalster
- 1989 - Zsuzsanna Jakabos, Hongaars zwemster
- 1989 - Richard Kiprop, Keniaans atleet
- 1990 - Lovre Kalinić, Kroatisch voetballer
- 1990 - Sotiris Ninis, Grieks voetballer
- 1990 - Dorothea Wierer, Italiaans biatlete
- 1991 - Roland Bergkamp, Nederlands voetballer
- 1991 - Markus Eisenbichler, Duits schansspringer
- 1991 - Blair Evans, Australisch zwemster
- 1992 - Mátyás Bittenbinder, Nederlands bioloog, schrijver en presentator
- 1992 - Joelia Jefimova, Russisch zwemster
- 1993 - Alexy Bosetti, Frans voetballer
- 1993 - Moussa Konaté, Senegalees voetballer
- 1993 - Hannah Lochner, Canadees actrice
- 1995 - Reed Malone, Amerikaans zwemmer
- 1996 - Fabián Ruiz, Spaans voetballer
- 1997 - Felix Meo, Nieuw-Zeelands wielrenner
- 1997 - Julia Stierli, Zwitsers voetbalster
- 1997 - Zhao Xintong, Chinees snookerspeler
- 1998 - Gabriel Aubry, Frans autocoureur
- 1998 - Wout Faes, Belgisch voetballer
- 2001 - Caspar Corbeau, Nederlands zwemmer
- 2002 - Caio Collet, Braziliaans autocoureur
- 2002 - Milan de Koe, Nederlands voetballer
- 2003 - Athinna Persson Lundgren, Zweeds voetbalster
- 2005 - Antoni Milambo, Nederlands voetballer

## Overleden

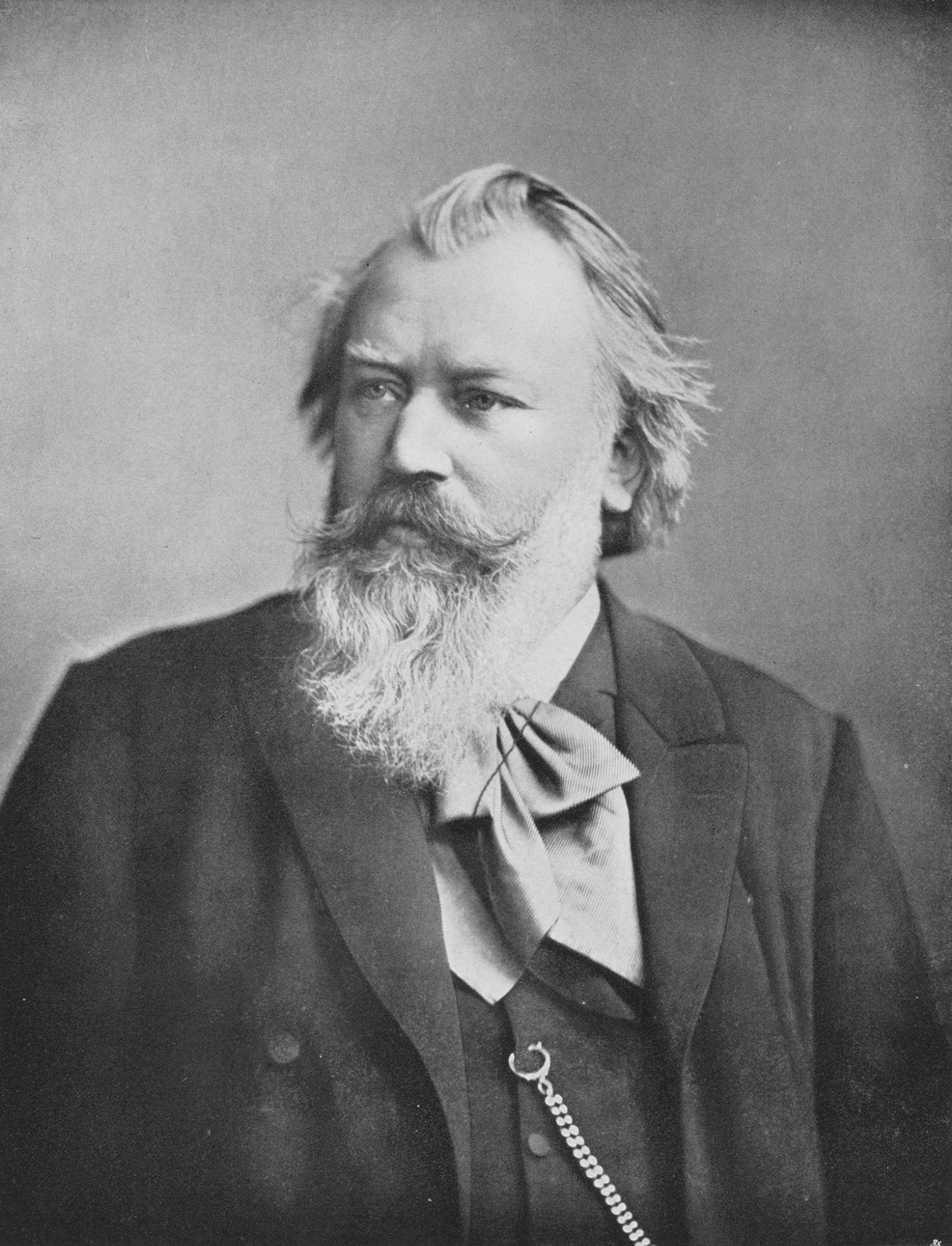
Johannes Brahms
overleden in 1897

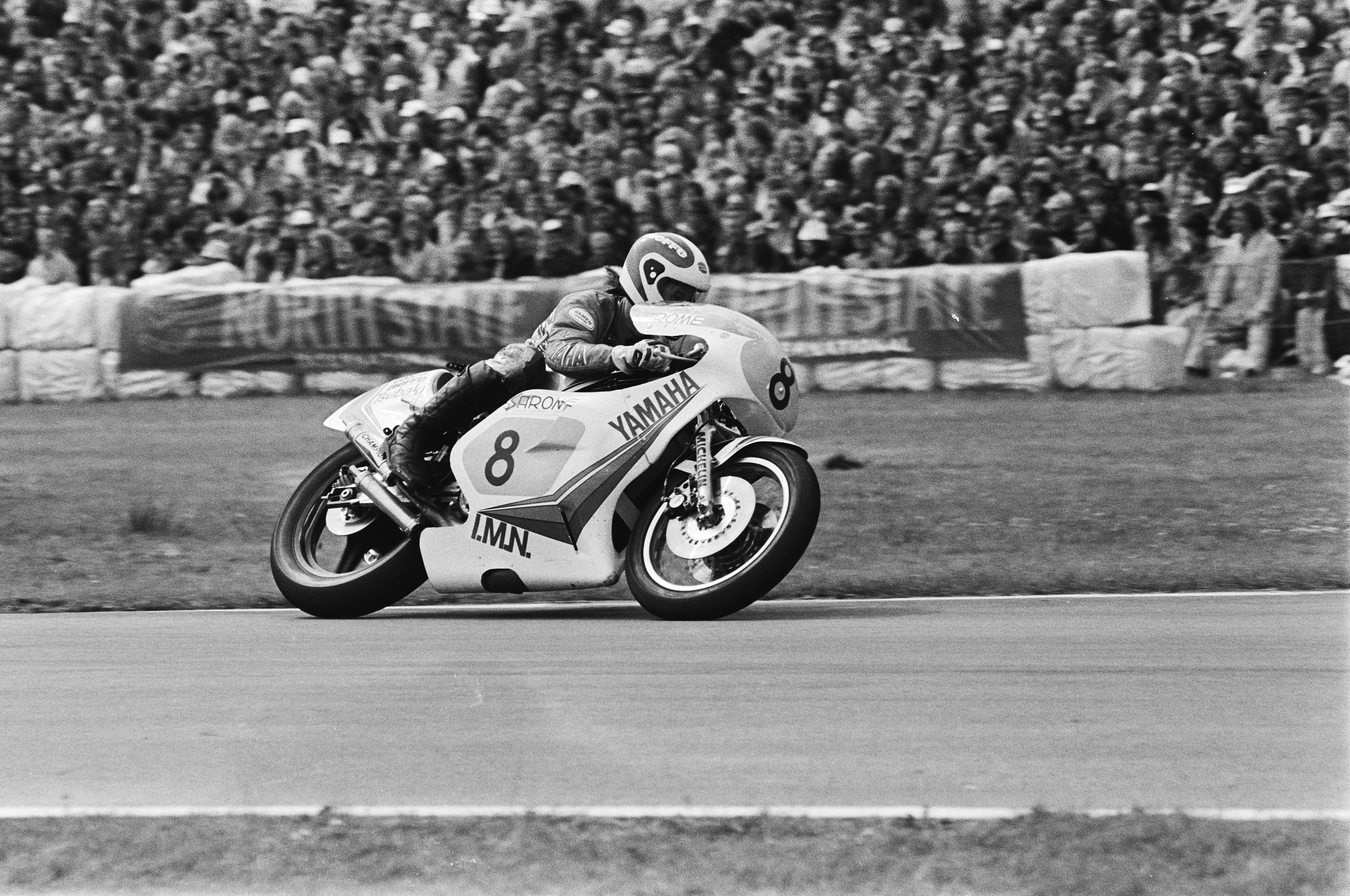
Jack Middelburg
overleden in 1984

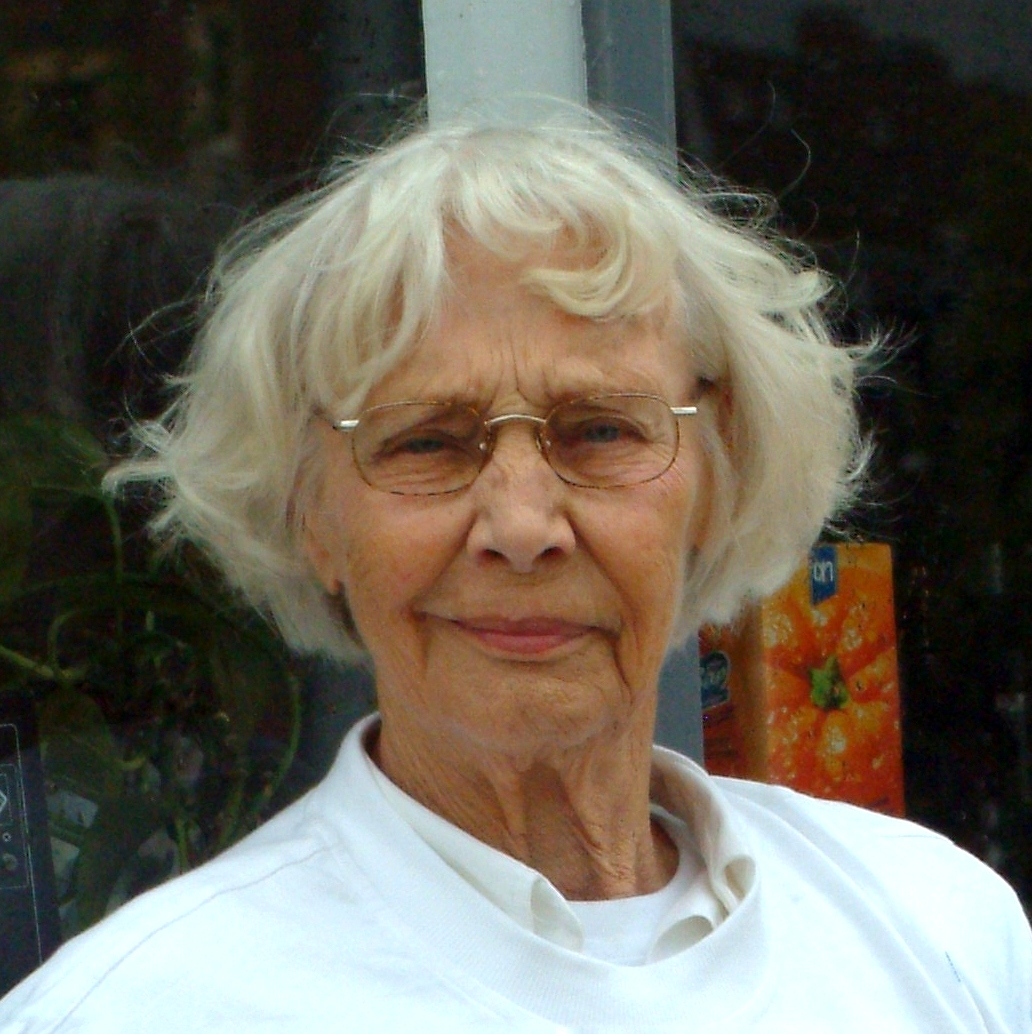
Xenia Stad-de Jong
overleden in 2012

- 1287 - Paus Honorius IV, paus van 1285 tot 1287
- 1682 - Bartolomé Murillo (64), Spaans kunstschilder
- 1769 - Gerhard Tersteegen (71), Duits protestants dichter en mysticus
- 1833 - Jacobus Spoors (81), Nederlands advocaat en politicus
- 1862 - James Clark Ross (61), Brits marineofficier en ontdekkingsreiziger
- 1868 - Franz Adolf Berwald (71), Zweeds componist, muziekpedagoog en violist
- 1882 - Jesse James (34), Amerikaans bandiet
- 1897 - Johannes Brahms (63), Duits componist en pianist
- 1935 - Ernst-Aleksandr Joll (32), Estisch voetballer
- 1936 - Bruno Hauptmann (40), Amerikaans misdadiger
- 1941 - Arie Keppler (64), Nederlands woningbouwhervormer, eerste directeur van de Gemeentelijke Woningdienst Amsterdam
- 1941 - Pál Teleki (61), Hongaars geograaf en politicus
- 1942 - René Lunden (39), Belgisch bobsleeër
- 1945 - Abraham de Korte (49), Nederlands verzetsstrijder
- 1950 - Kurt Weill (50), Duits componist
- 1961 - Eliseo Mouriño (33), Argentijns voetballer
- 1962 - Ernst Grünfeld (68), Oostenrijks schaker
- 1962 - S.H. de Roos (84), Nederlands letterontwerper
- 1963 - Alma Richards (73), Amerikaans atleet
- 1966 - Boudewijn van Dudzele (80 of 81), middeleeuws ridder en houder van heerlijkheden en lenen
- 1971 - Joe Valachi (67), Amerikaans crimineel
- 1972 - Paul Gilson (76), Belgisch componist
- 1972 - Ferde Grofé (80), Amerikaans componist en arrangeur
- 1979 - Jan Marginus Somer (79), Nederlands militair en verzetsstrijder
- 1982 - Warren Oates (53), Amerikaans acteur
- 1984 - Jack Middelburg (32), Nederlands motorcoureur
- 1985 - Helmut Niedermayr (69), Duits autocoureur
- 1985 - Leo Riemens (74), Nederlands journalist
- 1986 - Peter Pears (75), Engels tenor
- 1991 - Graham Greene (86), Brits schrijver
- 1991 - Jo Teunissen-Waalboer (71), Nederlands atlete
- 1993 - Klaas Schenk (86), Nederlands schaatscoach
- 1995 - F.R.M. Meltzer (78), Nederlands burgemeester van Bunnik
- 1995 - Rika Steyaert (70), Belgisch politicus
- 1995 - Marion Tinsley (68), Amerikaans checkers-speler
- 1997 - Sergej Filatov (70), Sovjet-Russisch ruiter
- 2001 - Karel Blanckaert (69), Belgisch politicus
- 2001 - John Clinch (66), Brits beeldhouwer
- 2001 - Pierre Székely (77), Hongaars-Frans beeldhouwer
- 2002 - Frank Tovey (45), Brits muzikant
- 2003 - Karel Boumans (81), Belgisch stripauteur
- 2005 - Jef Eygel (72), Belgisch basketballer
- 2005 - Ger Harmsen (82), Nederlands filosoof en historicus
- 2006 - Marion Eames (86), Welsh romanschrijfster
- 2006 - Frédérique Huydts (38), Nederlands actrice
- 2006 - Ida Vos (74), Nederlands dichteres en schrijfster
- 2007 - Robin Montgomerie-Charrington (81), Brits autocoureur
- 2007 - Nina Wang (69), Chinees ondernemer
- 2008 - Hrvoje Ćustić (25), Kroatisch voetballer
- 2008 - Hanny van den Horst (83), Nederlands journaliste
- 2010 - Oleg Kopajev (72), Sovjet voetballer
- 2012 - Xenia Stad-de Jong (90), Nederlands atlete
- 2012 - Chief Jay Strongbow (83), Amerikaans worstelaar
- 2012 - José María Zárraga (81), Spaans voetballer
- 2013 - Ralph Brown (84), Brits beeldhouwer
- 2013 - Harry Johnson (67), Jamaicaans muzikant en producer
- 2013 - Herman van Raalte (91), Nederlands voetballer
- 2013 - Jan Remmers (90), Nederlands voetballer en voetbalcoach
- 2014 - Harry Gasser (76), Filipijns televisiepresentator en nieuwslezer
- 2014 - Virginie Korte-van Hemel (84), Nederlands politica
- 2014 - Pierre Mathieu (70), Nederlands volleybalcoach
- 2015 - Bob De Richter (65), Belgisch weerman en politicus
- 2015 - Diet Kloos-Barendregt (90), Nederlands oratoriumzangeres en verzetsstrijdster
- 2015 - John J. Vis (86), Nederlands muziekproducent en impresario
- 2016 - Bas van Erp (36), Nederlands rolstoeltennisser
- 2016 - Joe Medicine Crow (102), Amerikaans historicus
- 2016 - Don Francks (84), Canadees acteur, muzikant en kunstenaar
- 2016 - Noh Jin-kyu (23), Zuid-Koreaans shorttracker
- 2016 - Cesare Maldini (84), Italiaans voetballer en voetbalcoach
- 2016 - Lola Novaković (81), Servisch zangeres
- 2016 - Jules Schelvis (95), Nederlands holocaustoverlevende
- 2016 - Henry John Neville Vane (92), Brits baron
- 2018 - Arno Arts (70), Nederlands beeldend kunstenaar
- 2018 - Lill-Babs (80), Zweeds zangeres
- 2018 - Johan Stollz (88), Belgisch zanger
- 2018 - Alfred Vansina (91), Belgisch burgemeester
- 2018 - Michael van der Vlis (73), Nederlands politicus
- 2020 - Hans Prade (81), Surinaams diplomaat en bestuurder
- 2020 - Constand Viljoen (86), Zuid-Afrikaans militair en politicus
- 2021 - Christian Wiyghan Tumi (90), Kameroens kardinaal
- 2022 - Geert Eijgelaar (94), Nederlands politicus
- 2022 - Kasper Kardolus (85), Nederlands schermer
- 2022 - Gerda Weissmann Klein (97), Pools-Amerikaans schrijfster en mensenrechtenactiviste
- 2023 - Nigel Lawson (91), Brits journalist en politicus
- 2023 - Philip Vergels (93), Belgisch politicus, advocaat en burgemeester
- 2023 - Tirza Verrips (77), Nederlands kunstenaar
- 2023 - Jack Vreeswijk (59), Zweeds zanger en componist
- 2023 - Julien Weverbergh (92), Belgisch uitgever en schrijver
- 2024 - Tootie Heath (88), Amerikaans jazzdrummer
- 2024 - Vera Tschechowa (83), Duits actrice, regisseur en producer
- 2025 - Jan van Gijn (82), Nederlands hoogleraar
- 2025 - Theodore Edgar McCarrick (94), Amerikaans kardinaal
- 2025 -  Andreas van Saksen-Coburg en Gotha (82), Brits-Duits edelman

## Viering/herdenking
- Rooms-katholieke kalender:
  - Heilige Luigi Scrosoppi († 1884)
  - Heilige Alexandrina di Letto († 1458)
  - Heilige Richard van Chichester († 1253)
- Pasen in 1611, 1616, 1695, 1763, 1768, 1774, 1825, 1831, 1836, 1904, 1983, 1988, 1994.

## Weerextremen

### Nederland
| | Officiële records | Officiële records | Officiële records |      | Landelijke records  | Landelijke records | Landelijke records                                        |
| Gebeurtenis | Jaar              | Extreem           | Locatie           | Jaar | Extreem             | Locatie            |                                                           |
| --- | ----------------- | ----------------- | ----------------- | ---- | ------------------- | ------------------ | --------------------------------------------------------- |
| Laagste etmaalgemiddelde temperatuur (°C) | 1922, 1924        | 0,8               | De Bilt           |      | 1929                | −0,4               | Eelde                                                     |
| Hoogste etmaalgemiddelde temperatuur (°C) | 1926              | 15,6              | De Bilt           |      | 2016                | 16,5               | Eindhoven                                                 |
| Laagste minimumtemperatuur (°C) | 1919              | −4,8              | De Bilt           |      | 2022                | −6,3               | Deelen                                                    |
| Hoogste minimumtemperatuur (°C) | 2016              | 12,1              | De Bilt           |      | 2016                | 12,7               | Woensdrecht                                               |
| Laagste maximumtemperatuur (°C) | 1924              | 3,1               | De Bilt           |      | 1929                | 2,3                | Eelde                                                     |
| Hoogste maximumtemperatuur (°C) | 1926, 2014        | 22,7              | De Bilt           |      | 1926                | 26,3               | Maastricht                                                |
| Hoogste uurgemiddelde windsnelheid (m/s) | 1938              | 15,9              | De Bilt           |      | 1973                | 23,1               | Cadzand                                                   |
| Hoogste windstoot (m/s) | 1954, 1973        | 21,1              | De Bilt           |      | 1973                | 27,3               | Cadzand                                                   |
| Langste zonneschijnduur (uur) | 2002, 2023        | 12,2              | De Bilt           |      | 1996 2002 2009 2023 | 12,4               | Lauwersoog Deelen, Marknesse Leeuwarden Eelde, Lauwersoog |
| Langste neerslagduur (uur) | 1953              | 16,4              | De Bilt           |      | 1953                | 16,4               | De Bilt                                                   |
| Hoogste etmaalsom van de neerslag (mm) | 1953              | 19,1              | De Bilt           |      | 1998                | 24,0               | Lauwersoog                                                |
| Laagste etmaalgemiddelde relatieve vochtigheid (%) | 1934              | 46                | De Bilt           |      | 1934                | 40                 | Maastricht                                                |
| Laagste uurwaarde luchtdruk op zeeniveau (hPa) | 1922              | 984,4             | De Bilt           |      | 1922                | 982,7              | Vlissingen                                                |
| Hoogste uurwaarde luchtdruk op zeeniveau (hPa) | 1909              | 1036,3            | De Bilt           |      | 1906                | 1037,5             | Eelde                                                     |
| Officiële records worden altijd gemeten op het KNMI-weerstation in De Bilt. Landelijke records kunnen worden gemeten op elk officieel KNMI-weerstation in Nederland. |                   |                   |                   |      |                     |                    |                                                           |

Uitzonderlijke gebeurtenissen
- 1916 - Eerste officiële warme dag van het jaar (maximumtemperatuur ≥ 20 °C in De Bilt)
- 1921 - Eerste officiële warme dag van het jaar (maximumtemperatuur ≥ 20 °C in De Bilt)
- 1921 - Eerste landelijke warme dag van het jaar gemeten in De Bilt, Eelde, Maastricht en Vlissingen (maximumtemperatuur ≥ 20 °C op een officieel weerstation)
- 1926 - Eerste landelijke zomerse dag van het jaar gemeten in Maastricht (maximumtemperatuur ≥ 25 °C op een officieel weerstation)
- 1934 - Eerste officiële zachte dag van het jaar (maximumtemperatuur ≥ 15 °C in De Bilt)
- 1944 - Eerste landelijke zachte dag van het jaar gemeten in Maastricht en Vlissingen (maximumtemperatuur ≥ 15 °C op een officieel weerstation)
- 1960 - Eerste landelijke warme dag van het jaar gemeten in Maastricht en Twenthe (maximumtemperatuur ≥ 20 °C op een officieel weerstation)
- 1974 - Eerste officiële warme dag van het jaar (maximumtemperatuur ≥ 20 °C in De Bilt)
- 1974 - Eerste landelijke warme dag van het jaar gemeten in De Bilt, Eelde, Eindhoven, Gilze-Rijen, Hoek van Holland, Schiphol en Soesterberg (maximumtemperatuur ≥ 20 °C op een officieel weerstation)
- 1985 - Eerste officiële warme dag van het jaar (maximumtemperatuur ≥ 20 °C in De Bilt)
- 2005 - Eerste officiële warme dag van het jaar (maximumtemperatuur ≥ 20 °C in De Bilt)
- 2009 - Eerste officiële warme dag van het jaar (maximumtemperatuur ≥ 20 °C in De Bilt)
- 2016 - Eerste officiële zachte dag van het jaar (maximumtemperatuur ≥ 15 °C in De Bilt)
- 2016 - Eerste officiële warme dag van het jaar (maximumtemperatuur ≥ 20 °C in De Bilt)
- 2023 - Officieel laagste etmaalgemiddelde temperatuur in °C van april dit jaar gemeten in De Bilt: 4,6
- 2023 - Officieel hoogste uurwaarde luchtdruk op zeeniveau in hPa van april dit jaar gemeten in De Bilt: 1033,2
- 2023 - Landelijk hoogste uurwaarde luchtdruk op zeeniveau in hPa van april dit jaar gemeten in Eelde: 1035,0

### België
Dagrecords
- 1924 - Laagste etmaalgemiddelde temperatuur 0,3 °C
- 1946 - Hoogste etmaalgemiddelde temperatuur 18,5 °C
- 1900 - Laagste minimumtemperatuur −2,6 °C
- 1946 - Hoogste maximumtemperatuur 25,9 °C[13]
- 1922 - Hoogste etmaalsom van de neerslag 29,2 mm

Uitzonderlijke gebeurtenissen
- 1958 - Minimumtemperatuur −1,5 °C in Oostende en −7,2 °C in Rochefort.

<< · 1 · 2 · 3 · 4 · 5 · 6 · 7 · 8 · 9 · 10 · 11 · 12 · 13 · 14 · 15 · 16 · 17 · 18 · 19 · 20 · 21 · 22 · 23 · 24 · 25 · 26 · 27 · 28 · 29 · 30 · >>